# Johannes Theodor Schmalhausen
Johannes Theodor Schmalhausen (rusky Иван Фёдорович Шмальгауузен) (3. dubnajul./ 15. dubna 1849greg.Petrohrad – 7. dubnajul./ 19. dubna 1894greg. Kyjev) byl ruský botanik a paleobotanik německého původu. Jeho oficiální zkratka pro botanického autora je „Schmalh“.

## Život
Schmalhausen, jehož otec byl knihovníkem Ruské akademie věd, studoval botaniku na Univerzitě v Petrohradu, kde v roce 1874 získal magisterský titul. Za botanickou esej získal zlatou medaili univerzity a byl vybrán na profesuru. V letech 1874 až 1876 strávil dva roky v zahraničí (Štrasburk, Curych, Vídeň, Praha, Mnichov, Berlín, navštívil Alpy, severní Itálii a jižní Francii). V roce 1877 se stal kurátorem herbáře Císařské botanické zahrady v Petrohradu a habilitoval se (ruský doktorát).
Od roku 1878 byl docentem na Vladimirské univerzitě v Kyjevě a později profesorem botaniky a ředitelem Botanické zahrady v Kyjevě.
V roce 1893 se stal členem korespondentem Ruské akademie věd v Petrohradu. Publikoval v ruštině i němčině.
Jeho nejmladším synem byl zoolog a evoluční biolog Ivan Šmalhausen (1884–1963).

## Dílo
- Шмальгаузен И. Ф. Флора Юго-Западной России, то есть губерний: Киевской, Волынской, Подольской, Полтавской, Черниговской и смежных местностей. Руководство для определения семенных и высших споровых растений. Киев: тип. С. В. Кульженко, 1886. XLVIII + 783 с.
- Шмальгаузен И. Ф. Краткий учебник ботаники. Для студентов медицины и начинающих натуралистов. Киев: тип. С. В. Кульженко, 1887. VIII + 314 с.; 2-е изд. Киев: тип. Ун-та св. Владимира Н. Т. Корчак-Новицкого, 1899. [2]+ VI + 313 с.
- Шмальгаузен И. Ф. Флора Средней и Южной России, Крыма и Северного Кавказа. Руководство для определения семянных и высших споровых растений. Киев, тип. Т-ва печ. дела и торг. И. Н. Кушнерев и Ко в Москве, Киевск. отд-ние. Т. 1. Двудольные свободнолепестные. 1895. XXXII+468 с. Т. 2. Двудольные сростнолепестные и безлепестные, однодольные, голосемянные и высшие споровые. 1897. XVI+752 с.
- Beiträge zur Kenntniss der Milchsaftbehälter der Pflanzen, 1877 (Dissertation)
- Beiträge zur Jura-Flora Russlands, 1879.
- Beiträge zur Tertiärflora Süd-West-Russlands, 1883.
- Tertiäre Pflanzen der Insel Neusibirien, 1890
- Die Pflanzenreste der artinskien und permischen Ablagerungen im Osten des europäischen Russlands, Abhandlungen des Geologischen Komitees 1887
- Ueber tertiäre Pflanzen aus dem Thale des Flusses Buchtorma am Fusse des Altaigebirges, Palaeontographica 1887, 181–216